# فینسن (دهانه)
فینسن یک دهانه برخوردی در ماه‌ است.

## دهانه‌های اقماری
این دهانه ۲ دهانه اقماری دارد.
| Finsen | عرض جغرافیایی | طول جغرافیایی | قطر          |
| ------ | ------------- | ------------- | ------------ |
| C      | ۴۰.۶° S       | ۱۷۵.۸° W      | ۲۶.۰ کیلومتر |
| G      | ۴۳.۰° S       | ۱۷۵.۳° W      | ۳۳.۰ کیلومتر |